# آندراینجاتو است
آندراینجاتو است (به لاتین: Andrainjato Est) یک منطقهٔ مسکونی در ماداگاسکار است که در هائوته ماتسیاترا واقع شده‌است. آندراینجاتو است ۹٬۷۴۲ نفر جمعیت دارد و ۱٬۱۵۷ متر بالاتر از سطح دریا واقع شده‌است.